# Кім Бон Хван
Кім Бон Хван (кор. 김봉환, нар. 4 липня 1939) — північнокорейський футболіст, що грав на позиції нападника за «Кігванчха», а також національну збірну КНДР.

## Клубна кар'єра
На клубному рівні грав за «Кігванчху».

## Виступи за збірну
Захищав кольори національної збірної КНДР. 
У її складі був учасником чемпіонату світу 1966 року в Англії. Починав турнір як запасний гравець, проте був включений до стартового складу своєї команди на вирішальну гру групового етапу проти італійців, яку вона сенсаційно виграли з рахунком 1:0, вийшовши до плей-оф.